# Наше мајке, наши очеви
Наше мајке, наши очеви јесте немачка троделна телевизијска мини-серија из 2013. На енглеском говорном подручју дистрибуирана је под називом Генерација рата (енгл. Generation War). Серију је развила кућа TeamWorx (подружница компаније UFA GmbH), а премијерно ју је приказао емитер ZDF у Немачкој и Аустрији у марту 2013. Радња серије прати петоро младих немачких пријатеља — војнике, браћу Вилхелма и Фридхелма, ратну болничарку Шарлоту, певачицу Грету и јеврејског кројача Виктора, који проживљавају страхоте Другог светског рата на подручју Нацистичке Немачке. Прича почиње у Берлину 1941. када се петоро другова последњи пут среће у једном бару где се поздрављају и обећавају да ће се поновно срести на истом месту предстојећег Божића, убеђени да ће се дотад рат већ завршити. Након тога радња прати доживљаје сваког пријатеља појединачно све до свршетка рата 1945.
Серија је досегла велику гледаност у Немачкој; премијеру сваку од епизода пропратило је око седам милиона гледалаца. Серија је добила врло супротстављена мишљења међу критичарима и публиком, а изазвала је бројне контроверзе како у Немачкој тако и ван ње. Критичари се углавном слажу да је серија добро конципирана с јасном антиратном поруком. Хваљена је и режија као и верни приказ сцена борби. Међутим, начин којим су приказани пољски покрет отпора, нацистички прогон Јевреја и други злочини који су починили Немци над ненемачким становништвом наишао је на осуду код других критичара и гледалаца.

## Улоге
| Глумац                    | Улога                              |
| ------------------------- | ---------------------------------- |
| Волкер Брух               | Вилхелм Винтер                     |
| Том Шилинг                | Фридхелм Винтер                    |
| Катарина Шитлер           | Грета Милер                        |
| Лудвиг Трепте             | Виктор Голдштајн                   |
| Миријам Штајн             | Шарлота                            |
| Марк Вашке                | Дорн                               |
| Кристијана Паул           | Лилија                             |
| Силвестер Грот            | штурмбанфирер Химер                |
| Хенријетa Рихтер-Рел      | болничарка Хилдегард               |
| Гец Шуберт                | доктор Јан                         |
| Бернд Михаел Ладе         | фелдвебел Кребс                    |
| Максим Мехмет             | хауптман Фајгл                     |
| Алина Левшин              | Алина                              |
| Самуел Финци              | Викторов отац                      |
| Дорка Грилуш              | Викторова мајка                    |
| Јохана Гастдорф           | Винтерова мајка                    |
| Петер Кремер              | Винтеров отац                      |
| Ана Димер                 | Дорнова супруга                    |
| Тристан Питер             | Берток                             |
| Давид Цимершид            | Шнајдер                            |
| Јоел Васман               | Бартел                             |
| Антонио Ванек             | Кох                                |
| Лукас Грегорович          | Јежи                               |
| Бенјамин Тринкс           | Ајнс                               |
| Михаел Инов               | Франћишек                          |
| Лудвиг Блохбергер         | Фрајтаг                            |
| Хилдегард Шретер          | главна медицинска сестра           |
| Тино Мевес                | Цвај                               |
| Марек Харлоф              | Каров                              |
| Жан Денис Ремер           | руски официр у болници             |
| Мартин Хентшел            | официр који је извршио самоубиство |
| Лауренс Валтер            | Дорнов помоћник                    |
| Кристофер Фус             | руски војник                       |
| Јан Никлас Берг           | немачки војник                     |
| Матијас Халброк           | руски лекар                        |
| Адам Маркијевич           | Станиславски                       |
| Мартин Брухман            | Шмит                               |
| Андре Борнинг             | руски официр                       |
| Бруно Монтани             | војник                             |
| Инга Јаркова              | Соња                               |
| Бернхард Конрад           | фелдвебел (главни наредник)        |
| Франциска Бем             | Кристина                           |
| Флоријан Андреас Ритвегер | немачки дезертер                   |
| Кристина Скокова          | Јеврејка                           |